# Aeroportul José Celestino Mutis
Aeroportul José Celestino Mutis (IATA: BSC, ICAO: SKBS) este un aeroport din Chocó Department⁠(d), Columbia ce deservește zona Bahía Solano⁠(d). Aeroportul a fost tranzitat în 2022 de 87.354 de pasageri. A fost numit după José Celestino Mutis.
Situat la o altitudine de 20 m, aeroportul dispune de o singură pistă.